# Meer van Zug
Het meer van Zug (Duits: Zugersee) is een meer in centraal Zwitserland. Het meer ligt grotendeels in het kanton Zug en deels in de kantons Schwyz en Luzern. De oppervlakte van het meer is 38,3 km², het ligt op 413 meter hoogte en heeft een maximale diepte van 197 meter in het zuidelijke deel. De rivier de Lorze doorstroomt het meer in het Noorden en stroomt slechts 1,5 kilometer verder bij Cham naar de Reuss. Zug is een van de kantons waar het minste belasting wordt betaald in Zwitserland. Om die reden wonen relatief veel welgestelden in dit kanton wat zich uit in de kostbare woningen langs het meer. 

## Ligging
De grootste steden aan het meer zijn Zug en Cham in het noorden, Walchwil in het oosten en Arth aan de zuidelijke zijde. De stad Zug is tevens de hoofdstad van het kanton en is de enige plek waartegenover geen bergen liggen. In het zuidwesten ligt de Rigi, in het oosten de 1583 meter hoge Rossberg en in het noordoosten de 1039 meter hoge Zugerberg.
Het meer ligt in drie kantons. Met 24,32 km² ligt het grootste deel in Zug. Daarnaast ligt 11,67 km² in kanton Schwyz en 2,42 km² in kanton Luzern bij Chieme. Dat is tevens het smalste deel van het meer.

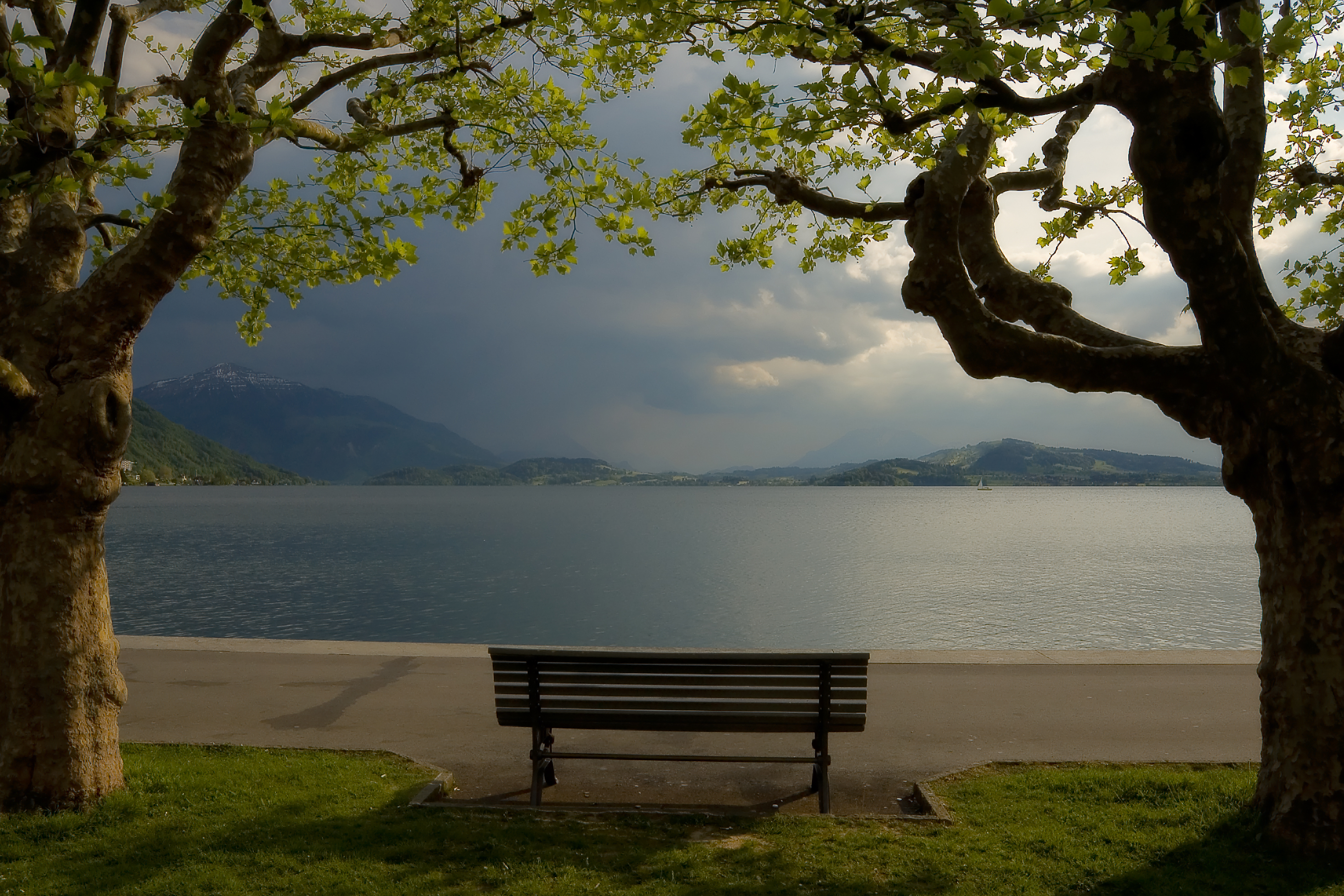
Het meer met links de berg Rigi op de achtergrond.

## Flora en fauna
In het meer van Zug leven 32 soorten vissen. Van economische betekenis voor de visvangst zijn de houtingen, de Zuger Rolheli (een inheems soort trekzalm), de baars en de snoek. In de late middeleeuwen werd de Rolheli als betaalmiddel gebruikt. In de loop van de twintigste eeuw liep de visvangst hard terug. Naast inspanningen voor het verbeteren van de waterkwaliteit, worden vissen gekweekt en uitgezet en worden de natuurlijke kweekgronden onderhouden. De aangrenzende kantons zijn middels een onderling contract per 1 april 1970 verantwoordelijk om de visserij op een verantwoordelijke manier plaats te laten vinden.
De oevers van het meer zijn grotendeels volgebouwd. Sinds het begin van de twintigste eeuw is het riet grotendeels verdwenen en kan het slechts aan de noordelijke en noordwestelijke oevers gevonden worden. Door onvolledige afbraak van dode planten ontstaat turf, dat vroeger door bewoners intensief gebruikt werd.
Meer van Ägeri · Meer van Biel · Bodenmeer · Meer van Brienz · Meer van Genève · Meer van Lugano · Lago Maggiore · Meer van Murten · Meer van Neuchâtel · Meer van Thun · Triftmeer · Vierwoudstrekenmeer · Walenmeer · Meer van Zug · Meer van Zürich